# بيرت ريمزين
بيرت ريمزين (بالإنجليزية: Bert Remsen)‏ هو مدير التصوير ‏ وممثل أمريكي، ولد في 25 فبراير 1925 في الولايات المتحدة، وتوفي بنفس المكان في 22 أبريل 1999.

## أعمال

### أفلام
- (1975) ناشفيل
- (1976) بوفانو بيل والهنود[3]
- (1984) أماكن في القلب
- (1990) ديك تريسي[4][5][6]
- (1992) الحارس الشخصي[7][8][9]
- (1992) اللاعب
- (1997) نظرية المؤامرة[10]
- (1999) قوى الطبيعة[11]
- (1999) لانسكاي

### مسلسلات
- دالاس
- ديناستي

## وصلات خارجية
- بيرت ريمزين على موقع IMDb (الإنجليزية)
- بيرت ريمزين على موقع ألو سيني (الفرنسية)
- بيرت ريمزين على موقع أول موفي (الإنجليزية)
- بيرت ريمزين على موقع قاعدة بيانات برودواي على الإنترنت (الإنجليزية)
- بيرت ريمزين على موقع قاعدة بيانات الأفلام السويدية (السويدية)
- بيرت ريمزين على موقع إن إن دي بي (الإنجليزية)
- بيرت ريمزين على موقع قاعدة بيانات الفيلم (الإنجليزية)
- بيرت ريمزين على موقع كينوبويسك (الروسية)